# (1266) Tone
(1266) Tone – planetoida należąca do zewnętrznej części pasa głównego asteroid okrążająca Słońce w ciągu 6 lat i 60 dni w średniej odległości 3,36 au. Została odkryta 23 stycznia 1927 roku w obserwatorium w Tokio przez Okuro Oikawę. Nazwa planetoidy pochodzi od Tone, drugiej pod względem długości rzeki w Japonii. Przed nadaniem nazwy planetoida nosiła oznaczenie tymczasowe (1266) 1927 BD.